# 宿衛軍
宿卫军，中国古代皇室值宿宮禁的护卫军。
《史記·卷五二·齊悼惠王世家》：「哀王三年，其弟章入宿衛於漢，呂太后封為朱虛侯。」
《文選·司馬相如·子虛賦》：「臣楚國之鄙人也，幸得宿衛十有餘年。」
辽代是辽军兵种，宿卫军为侍卫亲军。太祖耶律阿保机取代遥辇氏，由北面御帐官中的宿卫司统领。
元朝宿卫军是在宫禁中值宿警卫的军队。时有正规军和辅助军之分，正规军有宿卫军和镇戍军，辅助军指屯兵。成吉思汗建大蒙古国后，宿卫队、侍卫（秃鲁花）队及箭筒士队组成护卫军，以木华黎、赤老温、博尔忽、博尔术为四怯薛，领四怯薛事分番宿卫。元世祖以后，宿卫军成为皇帝的禁兵，设五卫，有侍卫亲军之称，包括在宫廷中分番宿卫的怯薛和诸侍卫亲军。设都指挥使管理，其后侍卫亲军陆续有所增设。诸侍卫亲军分屯京畿，接受调发，担任征戍和其他警卫、仪仗等任务：大朝会时充任围宿军，大祭祀时充任仪仗军，皇帝出行时充任扈从军，守护皇帝帑藏名为看守军，担任巡夜任务时称为巡逻军，担任漕运弹压者称为镇遏军。军士为世袭的军户。